# Celldweller
Celldweller — электророк-проект американского музыканта Клейтона. Песни Celldweller звучали во многих фильмах, трейлерах к фильмам, телешоу и видеоиграх. Укорененный в индастриал-метал-сцене, Клейтон включил такие стили, как драм-н-бейс и транс, в звучание своих ранних релизов, таких как дебютный альбом Celldweller (2003). Позже он начал смешивать метал с дабстепом и EDM на последующих альбомах, таких как Wish Upon a Blackstar (2012), в то время как Offworld (2017) был вдохновлен шугейзом. Он собрал страстных поклонников своих амбициозных альбомов, а также своего канала на YouTube, где он регулярно публикует видеоролики, документирующие процесс записи. Помимо Celldweller, Клейтон также активно участвует в других проектах, таких как синтвейв-псевдоним Scandroid, Circle of Dust и FreqGen.

## Дискография
Смотри статью «Дискография Celldweller» в англ. разделе.
- Celldweller (2003)
- Soundtrack for the Voices in My Head Vol. 01 (2008)
- Wish Upon a Blackstar (2012)
- Soundtrack for the Voices in My Head Vol. 02 (2012)
- End of an Empire (2015)
- Soundtrack for the Voices in My Head Vol. 03 (2016)
- Offworld (2017)
- Satellites (2022)